# Crow Hill
Crow Hill är en by i Herefordshire i västra England. Byn är belägen 18 kilometer från Hereford. Orten hade 602 invånare år 2011.